# 피비 부페이

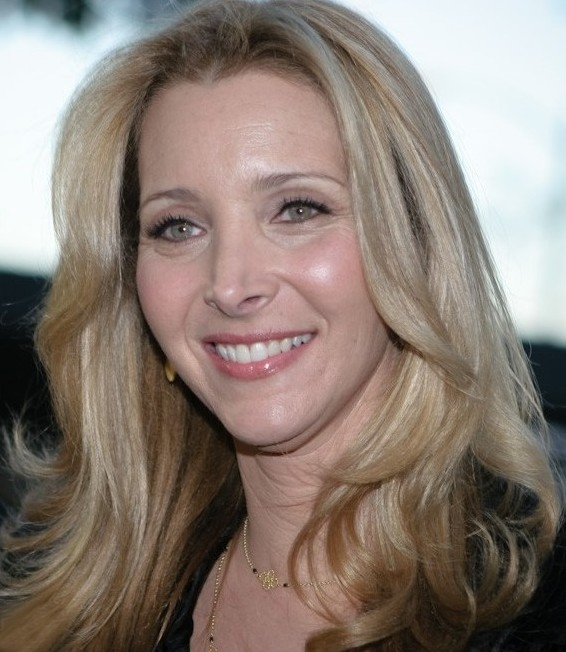

피비 부페이해니건(Phoebe Buffay-Hannigan, 1967년 2월 16일생)은 미국의 유명한 시트콤 <프렌즈>의 허구적 인물로, 리사 쿠드로가 연기하였다.
피비는 시즌 전편에서 가장 기이하고 독특한 성격을 가졌으나 착하고 현명한 성격을 가진 인물로 묘사되었다. 이를 두고 그의 남편 마이크 해니건은 '놀라울 정도로 불가사의한'(wonderfully weird)이라고 표현했다.

## 같이 보기
- 프렌즈